# Liste des films soviétiques sortis en 1933
Cet article présente une liste des films produits en Union soviétique en 1933:

## 1933
| 1933         |          |                     |
| Le Déserteur | Дезертир | Vsevolod Poudovkine |
| Okraïna      | Окраина  | Boris Barnet        |